# Hiendelaencina
Hiendelaencina è un comune spagnolo di 103 abitanti situato nella comunità autonoma di Castiglia-La Mancia.